# Damián Giménez
Damián Giménez (Lomas de Zamora, Buenos Aires, Argentina, 28 de febrero de 1982) es un futbolista argentino y actualmente se desempeña como entrenador en el Pedro Díaz Club de la ciudad de Hurlingham.

## Clubes
| Club                                   | País      | Año           |
| -------------------------------------- | --------- | ------------- |
| Banfield                               | Argentina | 2001 - 2005   |
| Newell's Old Boys                      | Argentina | 2005          |
| Pescara                                | Italia    | 2005 - 2007   |
| Nueva Chicago                          | Argentina | 2007          |
| Chernomorets Odessa                    | Ucrania   | 2007 - 2009   |
| Alki Larnaca                           | Chipre    | 2009 - 2010   |
| Temperley                              | Argentina | 2010 - 2011   |
| Leandro N. Alem                        | Argentina | 2011 - 2012   |
| [[Club Atlético Progreso de Brandsen]] | Argentina | 2012          |
| Villa San Carlos                       | Argentina | 2012-2014     |
| Textil Mandiyú                         | Argentina | 2014          |
| Deportivo Laferrere                    | Argentina | 2015-presente |

- Datos: Q4497649